# Сіпполь Іван Іванович
Сіпполь Іван Іванович (Ян Янович) (нар. 3 березня 1861, Ліфляндська губернія — пом. 24 січня 1922, Стшалково, Польща) — полковник Армії УНР.

## Життєпис
Народився у Ліфляндській губернії. Закінчив Віленське піхотне юнкерське училище за 2-м розрядом (1886), служив у 105-му піхотному Оренбурзькому полку (Ковно). З 23 листопада 1902 р. до 24 вересня 1905 р. перебував у запасі. Станом на 1 січня 1910 р. — штабс-капітан 2-го піхотного Софійського полку (Смоленськ). Останнє звання у російській армії — полковник.
З 1 серпня 1920 р. — помічник начальника збірного пункту при штабі Армії УНР.
Помер у таборі Стрілково.